# Liste der Monuments historiques in Contrevoz
Die Liste der Monuments historiques in Contrevoz führt die Monuments historiques in der französischen Gemeinde Contrevoz auf.

## Liste der Bauwerke
| Bezeichnung                                  | Beschreibung | Standort          | Kennzeichnung | Schutzstatus | Datum | Bild           |
| -------------------------------------------- | ------------ | ----------------- | ------------- | ------------ | ----- | -------------- |
| Camp des Portes, ein prähistorisches Oppidum |              | Les Portes (Lage) | PA00116384    | Classé       | 1913  | weitere Bilder |